# Конечкі (Вармінсько-Мазурське воєводство)
Конечкі (пол. Konieczki, нім. Elisenthal) — село в Польщі, у гміні Елк Елцького повіту Вармінсько-Мазурського воєводства.
Населення — 100 осіб (2011).
У 1975-1998 роках село належало до Сувальського воєводства.

## Демографія
Демографічна структура станом на 31 березня 2011 року:
|          | Загалом | Допрацездатний вік | Працездатний вік | Постпрацездатний вік |
| -------- | ------- | ------------------ | ---------------- | -------------------- |
| Чоловіки | 51      | 13                 | 35               | 3                    |
| Жінки    | 49      | 12                 | 31               | 6                    |
| Разом    | 100     | 25                 | 66               | 9                    |